# Boston Society of Film Critics Awards 1986
La 7ª edizione dei Boston Society of Film Critics Awards si è svolta l'11 gennaio 1987, per onorare l'eccellenza nell'industra del cinema per l'anno 1986.

## Premi

### Miglior film
- Velluto blu (Blue Velvet), regia di David Lynch

### Miglior attore
- Bob Hoskins - Mona Lisa

### Migliore attrice
- Chloe Webb - Sid & Nancy (Sid and Nancy)

### Miglior attore non protagonista
- Dennis Hopper - Velluto blu (Blue Velvet)
- Ray Liotta - Qualcosa di travolgente (Something Wild)

### Migliore attrice non protagonista
- Dianne Wiest - Hannah e le sue sorelle (Hannah and Her Sisters)

### Miglior regista
- David Lynch - Velluto blu (Blue Velvet)
- Oliver Stone - Platoon

### Migliore sceneggiatura
- Woody Allen - Hannah e le sue sorelle (Hannah and Her Sisters)

### Miglior fotografia
- Frederick Elmes - Velluto blu (Blue Velvet)

### Miglior documentario
- Mother Teresa, regia di Jeanette ed Ann Petrie

### Miglior film in lingua straniera
- Betty Blue (37°2 le matin), regia di Jean-Jacques Beineix  ·   Francia